# ملارد (زرندیه)
ملارد یک روستا در ایران است که در بخش مرکزی شهرستان زرندیه در استان مرکزی واقع شده‌است.

## جمعیت
این روستا در دهستان خشک‌رود قرار دارد و براساس سرشماری مرکز آمار ایران در سال ۱۳۸۵، جمعیت آن ۹۵ نفر (۲۲ خانوار) بوده‌است.